# I Don't Care Who Knows It
I Don't Care Who Knows It è un CD di Duke Pearson, pubblicato dalla Blue Note Records nel 1996. 

## Tracce
1. I Don't Care Who Knows It – 3:10 (Buddy Johnson) – Registrato il 13 febbraio 1970 al Van Gelder Studio di Englewood Cliffs, New Jersey
2. Bloos – 7:38 (Duke Pearson) – Registrato il 13 febbraio 1970 al Van Gelder Studio di Englewood Cliffs, New Jersey
3. A Beautiful Friendship – 6:37 (Donald Kahn, Stanley Styne) – Registrato il 13 febbraio 1970 al Van Gelder Studio di Englewood Cliffs, New Jersey
4. Horn In – 5:51 (Frank Foster) – Registrato il 13 febbraio 1970 al Van Gelder Studio di Englewood Cliffs, New Jersey
5. Canto ossanha – 6:36 (Baden Powell, Vinícius de Moraes) – Registrato il 13 febbraio 1970 al Van Gelder Studio di Englewood Cliffs, New Jersey
6. Xibaba – 6:32 (Airto Moreira) – Registrato il 3 ottobre 1969 al A&R Recording Studio di New York City, New York
7. I Don't Know – 7:00 (Airto Moreira) – Registrato il 21 novembre 1969 al A&R Recording Studio di New York City, New York
8. Once I Loved (O amor en paz) – 5:22 (Antônio Carlos Jobim, Vinicius De Moraes, Ray Gilbert) – Registrato il 3 ottobre 1969 al A&R Recording Studio di New York City, New York
9. Upa neguinho – 1:57 (Edu Lobo, Gianfrancesco Guarnieri) – Registrato il 5 maggio 1969 al Van Gelder Studio di Englewood Cliffs, New Jersey
10. Captain Bicardi – 5:40 (Antonio Carlos Jobim) – Registrato il 21 novembre 1969 al A&R Recording Studio di New York City, New York
11. Theme from "Rosemary's Baby" – 3:16 (Krzysztof Komeda) – Registrato il 24 giugno 1968 al Van Gelder Studio di Englewood Cliffs, New Jersey

## Musicisti
Brani nr. - 1, 2, 3, 4 e 5
- Duke Pearson - pianoforte, pianoforte elettrico
- Burt Collins - tromba
- Kenny Rupp - trombone
- Jerry Dodgion - sassofono alto, flauto
- Lew Tabackin - sassofono tenore, flauto
- Frank Foster - sassofono tenore, clarinetto alto
- Ron Carter - contrabbasso
- Mickey Roker - batteria
- Andy Bey - voce (solo nel brano: I Don't Care Who Knows It)

Brani - nr. 6 e 8
- Duke Pearson - pianoforte, pianoforte elettrico
- Burt Collins - tromba
- Al Gibbons - flauto
- Jerry Dodgion - sassofono alto
- Frank Foster - sassofono tenore
- Bobby Hutcherson - vibrafono
- Al Gafa - chitarra
- Bob Cranshaw - contrabbasso
- Mickey Roker - batteria
- Airto Moreira - percussioni, voce
- Stella Mars - voce

Brano - nr. 7
- Duke Pearson - pianoforte elettrico
- Burt Collins - tromba
- Jerry Dodgion - sassofono alto
- Lew Tabackin - sassofono tenore
- Bobby Hutcherson - vibrafono
- Ralph Towner - chitarra
- Wally Richardson - chitarra elettrica
- Bob Cranshaw - contrabbasso
- Mickey Roker - batteria
- Airto Moreira - percussioni

Brano - nr. 9
- Duke Pearson - pianoforte
- Dorio Ferreira - chitarra, percussioni
- Bebeto José Souza - contrabbasso
- Mickey Roker - batteria
- Airto Moreira - percussioni
- Flora Purim - voce

Brano - nr. 10
- Duke Pearson - pianoforte elettrico
- Burt Collins - tromba
- Al Gibbons - flauto
- Jerry Dodgion - sassofono alto
- Lew Tabackin - sassofono tenore
- Bobby Hutcherson - vibrafono
- Ralph Towner - chitarra
- Wally Richardson - chitarra elettrica
- Bob Cranshaw - contrabbasso
- Mickey Roker - batteria
- Airto Moreira - percussioni

Brano - nr. 11
- Duke Pearson - pianoforte, arrangiamenti
- Jerry Dodgion - flauto, flauto alto
- Bobby Hutcherson - vibrafono
- Sam Brown - chitarra acustica
- Bob Cranshaw - contrabbasso
- Mickey Roker - batteria[4]